# Heterotaxis discolor
Heterotaxis discolor là một loài thực vật có hoa trong họ Lan. Loài này được (Lodd. ex Lindl.) Ojeda & Carnevali mô tả khoa học đầu tiên năm 2005.

## Hình ảnh

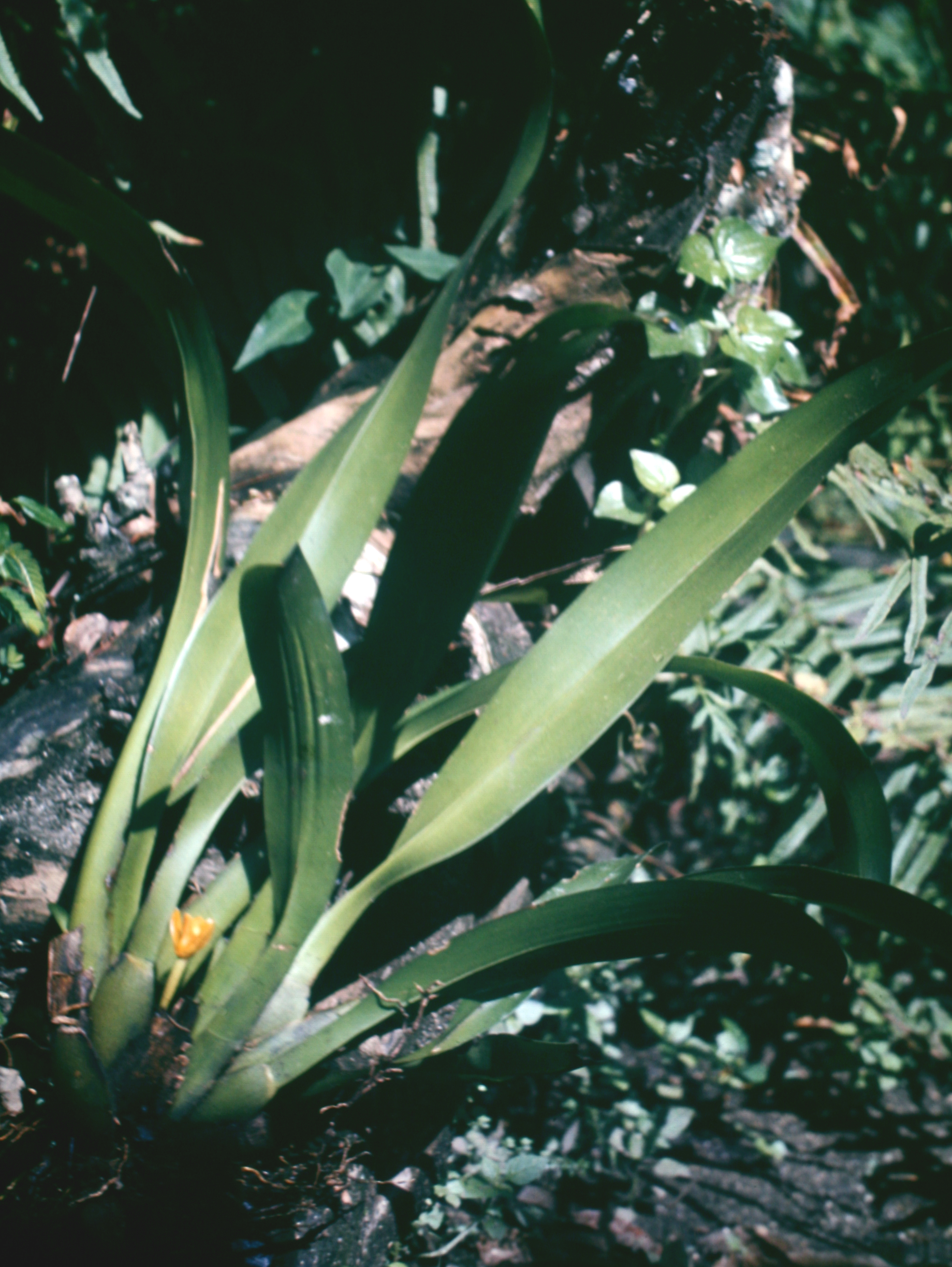
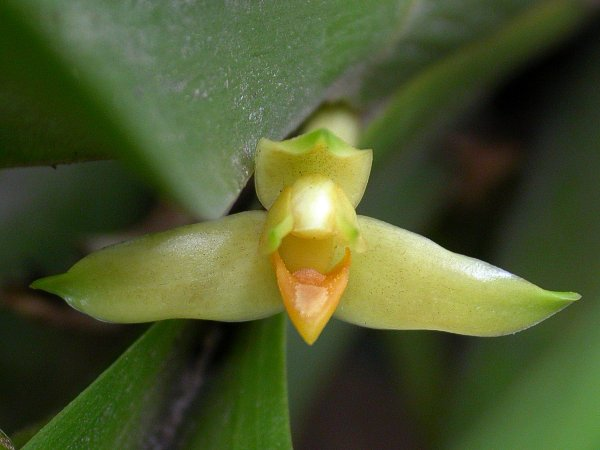
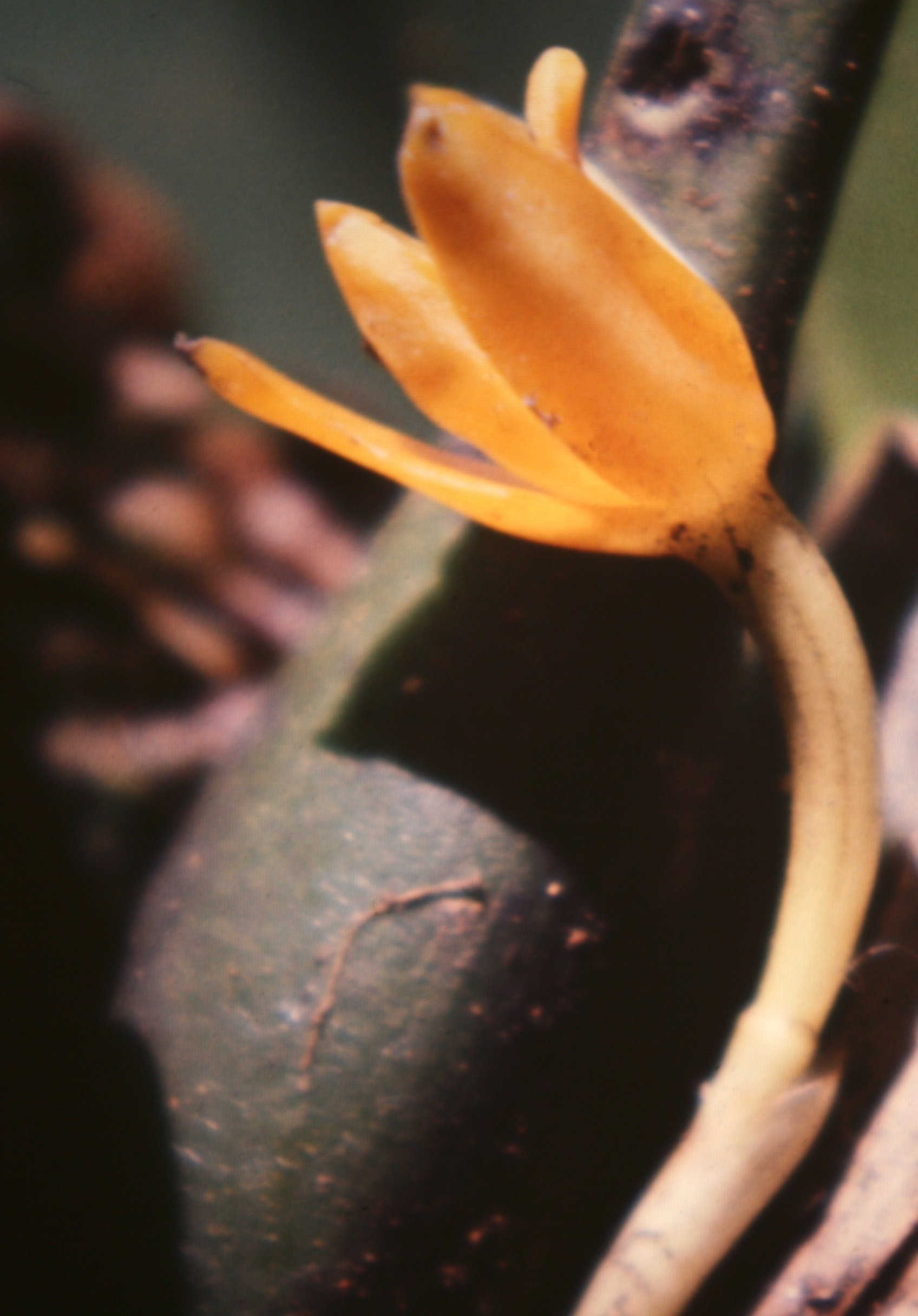